# Rudolf Arnheim
Rudolf Arnheim (15 de julio de 1904-9 de junio de 2007) fue un psicólogo y filósofo nacido en Berlín, Alemania en 1904. Influido por la psicología de la Gestalt y por la hermenéutica, realizó importantes contribuciones para la comprensión del arte visual y otros fenómenos estéticos. Ha publicado libros sobre la psicología del arte, la percepción de las imágenes y el estudio de la forma. Probablemente su libro más conocido sea Arte y percepción visual. Psicología del ojo creador. Madrid: Alianza. 1979 (edición original, 1954). Uno de sus argumentos más originales, presentado en el libro "visual thinking" es que el hombre moderno está permanentemente acosado por el mundo del lenguaje. Arnheim plantea que existen otras formas de aprender el mundo, basadas por ejemplo, en la vista. Para Arnheim, existen ciertas cualidades y sentimientos que captamos en una obra de arte que no pueden ser expresadas en palabras. Esto se debe a que el lenguaje no provee de un medio de contacto directo con la realidad. El lenguaje solamente sirve para nombrar lo que ya ha sido escuchado, visto o pensado. En este sentido el medio del lenguaje puede paralizar la creación intuitiva y los sentimientos.
Falleció en el año 2007 a los casi 103 años.

## Obra

### El pensamiento visual: breve resumen y relaciones con la teoría de la comunicación
El autor comienza con un análisis histórico de la percepción y de cómo ésta ha sido desdeñada por muchas de las filosofías idealistas y racionalistas. Uno de sus primeros detractores como medio de cognoscimiento y de desarrollo del hombre en su entorno fue Platón. El arte se desdeña porque se basa en la percepción y la percepción se desdeña porque no incluye el pensamiento. Ya desde tiempos de la escuela eleática, se germinaría esa desconfianza de los sentidos -“La experiencia sensorial es engañosa, la razón tiene que corregir los sentidos”- Rezaba Parménides. Continuando con el mito de la caverna de Platón, donde todo lo que se percibe en el mundo sensorial es un reflejo proyectado por un mundo ideal. Por lo tanto, saber a partir de la experiencia directa no llevaría a la verdad, al conocimiento.
Su discípulo, Aristóteles, no desecharía el conocimiento a través de los sentidos. Pero, por ejemplo, una experiencia particular con los sentidos no se explicaría por sí misma, esto es, por su singularidad. Habría que abstraerla para encontrar una generalización que indujera esa experiencia en un orden lógico o sistema ideal, (lo que se aprehende no es una silla, sino la silla) de lo particular a lo general. Luego, defendería la necesidad de un universal que impresionaría a un medio de por sí informe. Un mundo, por lo tanto, donde no habría cabida para un accidente o un singular.
En el segundo capítulo, Arheim aduce la imposibilidad de la inteligencia sin percepción. Percepción y pensamiento actúan recíprocamente. Son, a la vez, causa y efecto de una acción continua: la actividad perceptiva. Un estímulo (pone como ejemplo un coche en la lejanía) nos impresiona a través de la retina en una imagen más pequeña del objeto (No añade Arheim, que el hecho de conocer este dato de antemano, la magnitud del coche, ya altera indirectamente nuestra experiencia, pues, ¿cómo juzgamos una magnitud standard del objeto?). Es nuestro aparato cognoscitivo el que altera esa imagen y la conceptualiza. En opinión del autor, es la sensibilidad ante el medio lo que otorga la inteligencia al individuo.
Nuestra retina refleja un estímulo visual, tras ello, el percipiente a través de su aparato cognoscitivo, formaliza esa impresión en una idea-concepto que tenemos del mismo, (percepto) generalmente, previamente adquirida. Como decíamos, ese estímulo inmediato es indirectamente (inconscientemente) formalizado en un percepto. Ese procedimiento generalizador simplifica ese estímulo y nos facilita (como a veces nos confunde) desenvolvernos en el medio . 
En el tercer capítulo (La inteligencia de la percepción visual): Arheim analiza el objeto percibido y su contexto. Para el proceso de conceptualización que citabamos anteriormente, el percipiente, abstrae el objeto de su contexto. La mente tiende a realizar esta descontextualización, aislando al objeto de su situación: “Percibir un objeto como inmutable es abstraerlo al más alto nivel de generalidad, y ese nivel es apropiado para todas esas situaciones en las que la visión se utiliza con el propósito de manejar objetos físicamente. En el mundo físico, las modificaciones contextuales observadas en la percepción no existen o no interesan. Pero una persona a la cual las consideraciones centextuales del medio físico de un entorno le interesan - por ejemplo un artista- agudizará su percepción al máximo” . 

### Magritte, R.:La traición de las imágenes(1928-1929)
En este cuadro de Magritte está presente la descontextualización, es decir, la abstracción de un objeto al más alto nivel de generalidad, hasta hacerlo inmutable. Esta idea de una pipa de fumar arquetípica en un fondo neutro es un engaño.

### Monet, C:El Parlamento de Londres,Rayo de sol en la niebla(1904)
Según Arheim, podemos discernir tres actitudes de observación:
1) La percepción del contexto como un atributo del objeto mismo (lo que Arheim denomina la mirada del pintor): en el cuadro citado vemos como la potente atmósfera de neblina típica de Londres, que pinta Monet con gamas frías, absorbería la coloración del parlamento, preponderando el contexto antes que el objeto, el cual, si lo abstrajéramos de ese contexto jamás tendría tal color.
2) La que aísla el objeto percibido en un estado puro y no alterado por el contexto. Un tipo de mirada a la que nos preparan desde pequeño. Como por ejemplo, cuando dibujábamos a la familia junto a una casita y bajo un sol brillante, nos enseñaban a colorearlos “sin salirse de la línea”. Esta es la mirada que Arheim define como la mirada cotidiana.
3) Cuando “el objeto revela su identidad en una multitud de apariencias". El carácter cambiante de un objeto sometido a diferentes conceptos o puntos de vista. Veamos por ejemplo, un cuadro de Picasso, en el cual los puntos de vista se mezclan y la mirada se fragmenta hasta disponer todos los objetos en un mismo plano, el lienzo.
Según Arnheim, desde esa mirada cotidiana de generalización y abstracción del objeto de su contexto, percibimos el objeto como una forma-idea de él mismo. 
En el capítulo quinto (El pasado es el presente), distingue entre dos tipos de percepción que en realidad forman un mismo acto: La percepción directa y la indirecta.
La percepción directa es la impresión puntual (como decíamos, en un determinado contexto espacio-temporal) que ha causado un estímulo en nuestra retina. “Pero, la percepción no es simplemente directa, es decir, en cuanto a limitarse a ver lo que capta del mundo exterior. También actúan innumerables actos pretéritos similares que perviven en nuestra memoria” . En eso consistiría esa percepción indirecta: en las diferentes imágenes mentales que tenemos acerca de ese mismo estímulo directo. Cuando percibimos un objeto, en una situación X, inmediatamente acudimos a la imagen mental de ese mismo objeto, bien a una idea formada en experiencias pasadas o bien, por una idea aprehendida de ese mismo objeto.
Percepción visual = Observación sensorial directa + Imagen mental
/                 \
Experiencias perceptivas           Imágenes aprehendidas
pasadas
\                   /
Aparato cognoscitivo

Arheim pone como ejemplo el caso de un tren que pasa por un túnel: propone un experimento a partir de un dibujo animado en el que aparece una especie de rectángulo girando por un circuito lineal, fragmentado en uno de sus tramos. Según el rectángulo va moviéndose por el circuito, nos viene a la cabeza (percepción indirecta) la imagen de un tren circulando por una vía. Al llegar al tramo cortado, el rectángulo va desapareciendo hasta borrarse por un instante. Tras el cual, vuelve a salir por el tramo siguiente del circuito. Ese instante de vacío del estímulo ha sido grabado en nuestra retina (percepción directa). Pero lo que ha sido un instante de descanso para nuestra percepción directa, no lo ha sido para nuestra mente (percepción indirecta) que ha rellenado ese hueco pensando en la imagen del tren anteriormente citada. En esta ocasión, ese vacío real se convierte en nuestra mente en un tren pasando por un túnel.
Nuestra memoria rellena el hueco que le falta a la acción del tren moviéndose de manera que nuestra secuencia de estímulos (percepción directa) queda interrumpida, pero “el proceso cerebral” que produce, no. De este modo, nuestra percepción indirecta rellena la acción a través del proceso mental imaginario del tren. Este experimento del tren la podemos ubicar dentro de lo que Arheim denomina "huecos visibles".
Su siguiente capítulo lo dedica a las imágenes del pensamiento. Como ejemplo distingue entre dos formas de dibujar: dibujar de memoria (diseño interno) o dibujar del natural (diseño externo). Cuando dibujamos a partir de nuestros “diseños internos” evocamos imágenes eidéticas, imágenes impresas en la memoria. De esta manera, la mente opera selectivamente las partes de un estímulo hasta su conceptualización. Este proceso abstraizante no implica una selección general de las partes, eliminando sus particularidades. Por ejemplo, cuando dibujamos un rostro, solemos marcar individualmente cada ceja de un ojo que, a la distancia del modelo y formato del dibujo, se percibe poco más que una mancha negra (Aquí, también podríamos hablar de inventar o rellenar huecos).
En su siguiente capítulo los conceptos adquieren forma; nos habla de la atribución de una forma a un concepto abstracto (democracia, matrimonio, juventud). En uno de los dibujos que expone Arheim sobre el último concepto abstracto, la juventud se representa en algo parecido a unas espirales que formalizan un “proceso de autodescubrimiento” constante. 
Arnheim prosigue hablando del proceso de abstracción y explica que, a lo largo de la historia, se ha tenido un concepto erróneo de lo que en realidad es abstraer. Pone como paradigma la afirmación del filósofo empirista Locke sobre lo abstracto, indicando a continuación su error: “Abstraemos los objetos particulares y los disgregamos de su lugar, tiempo o cualquier otra idea concomitante.” Según Arnheim, desligar lo concreto de lo abstracto es un error ya que en el proceso perceptual, tampoco se desarrollan los estímulos exteriores y las imágenes mentales por separado. No podemos hablar de lo abstracto como algo que no incluye o se vale de los sentidos.
El autor se muestra más favorable de la pensadora Susanne K. Langer: “Deriva [la abstracción] de alguna instancia singular sometida a condiciones imaginativas favorables, después de lo cual, la forma visual, una vez abstraída, se impone a otros casos concretos. Esto es, se utiliza interpretativamente cada vez que sea útil y mientras esta utilidad perdure”. Esta abstracción se desarrolla obteniendo generalidades-abstracciones a partir de experiencias puntuales. Es un proceso inductivo que depende de la selección que realice el sujeto de otro proceso selectivo. Por ejemplo, cuando observamos a una persona con una nariz prominente, y nos fijamos sobre todo en esta peculiaridad (proceso selectivo), a la hora de describirla (ya sea gráfica- no verbalmente o verbalmente) lo haremos incidiendo en ella, de forma exagerada. Esto se debe a una inducción en nuestra mente de esa misma selección de datos (como los MCM). 
En su capítulo "Con los pies en la tierra", Arnheim se centra en no entender la abstracción como una separación de la experiencia visual. Por eso, en el siguiente apartado ("Pensar con formas puras"), advierte de que no debemos intentar, por ejemplo, enseñar las matemáticas a los niños mediante formulaciones puras dejando de lado los casos prácticos en las que se fundamentan. Por ejemplo, enseñar formulaciones trigonométricas sin acudir primero a la utilidad práctica de su aprendizaje supone incurrir en un gran error pedagógico. 
Prosigue diciendo cómo el lenguaje “describe pensamientos y experiencias como acontecimientos que tienen lugar en secuencias.” (leer) Foucault, Las palabras y las cosas.
En Arte y pensamiento, Arnheim propone casos de cómo el lenguaje pictórico abstracto suele referirnos a cosas de nuestro entorno, es decir ligados directamente a nuestra experiencia. Kandinsky proponía la visión del artista como un segundo estadio por encima de la percepción del común de los mortales, por encima o por debajo, ese segundo estadio se basaría en una percepción (directa o indirecta) de la realidad (la inspiración no viene del cielo, metafóricamente hablando). A modo de explicación, de esa abstracción compara dos obras: una, un cuadro figurativo, del decimonónico Camilla Corot, y la otra, una escultura, del vanguardista Henri Moore:

### Corot. C.,Madre e hijo en la playa(1866). Moore, H.,Dos formas(1934)
Si nos fijamos en las dos imágenes juntas nos podemos percatar de las similitudes que hay entre las actitudes que sostienen ambas figuras. Vemos con las escultura abstracta de Moore, la forma grande intenta abarca el espacio de la forma pequeña. Podríamos interpretarlo, también como un abuso de la figura mayor a la pequeña pero el hueco que presenta la forma grande, nos da esa sensación de protección maternal que vemos en la mujer asiendo al niño del cuadro del preimpresionista Corot. En todo caso, en términos de la teoría de la comunicación, siempre lo entenderíamos como una invasión de la figura mayor en el espacio personal de la figura pequeña. Según Arheim, precepto y concepto interactúan y “se revelan como dos aspectos de una única experiencia” .